# Falk János
Falk János (Érseki Víziváros, 1767 – Esztergom, 1834. augusztus 5.) Esztergom negyedik polgármestere volt, aki 1823 és 1829 között vezette a várost.

## Élete
1767-ben született a Vízivárosban római katolikus családban. Apja Falk Bálint városi tanácsbéli volt. 1806-ban Zágráb vármegyében található Srobnitzki-uradalmat igazgatta, mint tiszttartó. Munkája elismeréseként Arany Érdem jutalomban részesült. Falk János tanító 1808. május 5-én tette le a polgári esküt, és 1818-ban a szabad királyi város tanácsának tagja lett.
1823-ban a tisztújításon szerencsés körülmények között lett polgármester. A posztra hárman pályáztak még rajta kívül: Muzsik Ferenc addigi polgármester, Tarkovics Basidiles (vagy Tarkovits Bazil, Tarkovits Vazul) kapitány, és Szloboda Ferenc tanácsbéli. A voksok többségét Tarkovics nyerte el, de mivel a főbírói állásra is sikeresen pályázott, a polgármesteri pozíció betöltésére új választást tartottak. A három jelölt közül Falk került ki győztesen.
A tisztújításon Miklósffy Imre királyi biztos kiemelte beszédében, hogy a hivatal vezetői az elmúlt években nem végezték lelkiismeretesen a munkájukat, nem szolgálták a város „polgárait, maguknak nagyobb hatalmat tulajdonítottak”. Miklósffy óva intette az új polgármestert, és a király nevében az igazság kiszolgálására szólította fel, illetve, hogy tanuljon elődjei hibájából.
Falk ezzel szemben sokszor önző és sérelmes határozatokat, döntéseket hozott. Az adóhátralékok, büntetésből befolyt összegek, hivatalos iratok, okmányok visszafogása, örökösödési hagyatékok problémái folyamatosak voltak. Tarkovits főbíró többször hivatalos észrevételt tett a pénzek gyanús kezelése, visszatartása és az adminisztráció hiánya miatt. A polgármester zűrös ügyek, perek sokasága és egészségi állapota miatt kérte a képviselő-testületet, hogy mást keressenek helyette a polgármesteri székbe. Az 1829-es tisztújításon már nem is jelöltette magát, utódja Krakovitzer Ferenc lett. Egészségi állapota megromlott, hosszú betegség után 1834. augusztus 5-én halt meg. Az esztergomi nagyvárosi temetőben nyugszik.